# Grammodes excellens
Grammodes excellens là một loài bướm đêm trong họ Erebidae.